# Гемінґвей (книга)
«Гемінґве́й» (англ. Ernest Hemingway: A Biography) — книга, написана автором та біографом Мері Дірборн. Вважається першою за більш ніж п'ятдесят років повноцінною біографією письменника Ернеста Гемінґвея. Визнана книгою року 2017 за версією газети Сент-Луїс Пост-Діспетч. Перша публікація датується 16 травня 2017 року видавництвом Knopf.
У 2018 році перекладена українською мовою видавництвом «Наш формат» (перекладач — Геннадій Шпак).

## Огляд книги
Книгу безумовно можна назвати одкровенням автора. Комплексне дослідження життєвого шляху та діяльності Е. Гемінґвея, здійснене М. Дірборн, суттєво поглиблює наше розуміння його як людини та митця. В основу життєпису покладено цілком нові архівні матеріали, щоденні нотатки та нещодавно знайдені листи, недоступні читачу раніше. Мері стала першою, хто написав хронологію життя письменника з точки зору жінки. В цей життєпис вона вклала свої знання, майстерність та багаторічний досвід написання біографій таких відомих особистостей як Норман Мейлер, Пеґґі Ґуґґенгайм, Генрі Міллер. Завдяки їй ми знайомимось з найбільш детальним та всебічний на сьогодні портретом багатогранної та загадкової особистості.
Е. Гемінґвей, лауреат Пулітцерівської та Нобелівської премії в галузі літератури, заживши слави відомого американського прозаїка, став спочатку відомою персоною, а згодом легендою. Його романи та повісті залишили невмирущу пам'ять про автора і мали значний вплив на наступні покоління письменників жанру художньої літератури. Ернест прожив нелегке життя, ускладнене проблемами з алкоголем та трьома невдалими шлюбами. В 1961 році весь світ сколихнуло самогубство письменника. Своєю чергою Дірборн, зачіпаючи струни душі читача, глибоко поринає в роздуми, що пішло не так і змусило Гемінґвея зважитись на такий вчинок. Складається враження ніби авторка потрапляє в голову письменника, порпається в його думках і шукає мотиви всіх його дій.
За словами Олівера Стоуна, американського кінорежисера, сценариста та продюсера, це книжка про зовсім іншого Гемінґвея, не такого якого ми з вами знали раніше.

## Переклад українською
- Дірборн, Мері. Гемінґвей. / пер. Геннадій Шпак. К.: Наш Формат, 2018. — 640 с. — ISBN 978-617-7552-69-6